# Rhododendron 'Sylphides'
Rhododendron 'Sylphides' — сорт листопадных рододендронов гибридного происхождения.
Относится к группе Knap Hill Hybrid азалий разработанной в конце девятнадцатого века в знаменитом Knap Hill Nursery в Англии. Эта группа азалий создавалась на основе групп Ghent Hybrid, Molle Hybrid и нескольких японских и американских видов. 'Sylphides' — один из самых морозостойких сортов этой группы.
Используется, как декоративное садовое растение.

## Биологическое описание
В возрасте 10 лет высота около 1,2 м. Согласно другому источнику, высота от 1 до 2 м. Крона округлая.
Листья блестящие, молодые красно-коричневые, позже зелёные, 120 × 45 мм.
Соцветия несут 8—14 цветков.
Цветки воронкообразные, бело-пурпурно-розовые с ярким жёлтым пятном, 65 × 90 мм. Цветки без аромата, или с ароматом средней интенсивности.
Цветение в мае—июне.

## В культуре
Выдерживает понижения температуры до −32 °С.
Зоны морозостойкости: 5—8.
Почвы хорошо дренированные, кислые. Поскольку растения имеют поверхностную корневую систему, их требуется поливать в засушливые периоды. Для сохранения влажности почвы рекомендуется использовать мульчирование.
Местоположение: солнце, полутень.
Посадка. Оптимальный диаметр ямы для посадки — 60 см, глубина — 40 см. Состав почвенной смеси: кислый верховой торф, садовая земля (суглинок) и сосновая подстилка, взятые в равных частях, или 1 часть садовой земли, 2 части кислого верхового сфагнового торфа. Верховой торф можно заменить сфагнумом.
Обрезать растения не желательно, но если обрезка требуется, то производится после цветения.